# العلاقات البريطانية الباهاماسية
العلاقات البريطانية الباهاماسية هي العلاقات الثنائية التي تجمع بين المملكة المتحدة وباهاماس.

## مقارنة بين البلدين
هذه مقارنة عامة ومرجعية للدولتين:
| وجه المقارنة                                              | المملكة المتحدة                 | باهاماس      |
| --------------------------------------------------------- | ------------------------------- | ------------ |
| المساحة (كم2)                                             | 242.50 ألف                      | 13.88 ألف    |
| عدد السكان (نسمة)                                         | 66.02 مليون                     | 395.36 ألف   |
| الكثافة السكانية (ن./كم²)                                 | 272.25                          | 28.48        |
| العاصمة                                                   | لندن                            | ناساو        |
| اللغة الرسمية                                             | لغة إنجليزية، اللغة الويلزية    | لغة إنجليزية |
| العملة                                                    | جنيه إسترليني                   | دولار بهامي  |
| الناتج المحلي الإجمالي (بليون دولار)                      | 2.62 تريليون                    | 12.16 مليار  |
| الناتج المحلي الإجمالي (تعادل القوة الشرائية) بليون دولار | 2.72 تريليون                    | 8.92 مليار   |
| الناتج المحلي الإجمالي الاسمي للفرد دولار أمريكي          | 43.88 ألف                       | 22.82 ألف    |
| الناتج المحلي الإجمالي للفرد دولار أمريكي                 | 40.23 ألف                       |              |
| مؤشر التنمية البشرية                                      | 0.907                           | 0.790        |
| رمز المكالمات الدولي                                      | +44                             | +1242        |
| رمز الإنترنت                                              | .uk، .gb                        | .bs          |
| المنطقة الزمنية                                           | توقيت غرينيتش، توقيت غرب أوروبا | 00           |

## منظمات دولية مشتركة
يشترك البلدان في عضوية مجموعة من المنظمات الدولية، منها:
| علم المنظمة | اسم المنظمة                               | تاريخ انضمام المملكة المتحدة | تاريخ انضمام باهاماس |
| ----------- | ----------------------------------------- | ---------------------------- | -------------------- |
|             | مؤسسة التنمية الدولية                     | 24 سبتمبر 1960               | 23 يونيو 2008        |
|             | يونسكو                                    | 4 نوفمبر 1946                | 23 أبريل 1981        |
|             | وكالة ضمان الاستثمار متعدد الأطراف        | 12 أبريل 1988                | 4 أكتوبر 1994        |
|             | الأمم المتحدة                             | 24 أكتوبر 1945               | 18 سبتمبر 1973       |
|             | دول الكومنولث                             | 11 ديسمبر 1931               | ?                    |
|             | الفريق المعني برصد الأرض                  | ?                            | ?                    |
|             | الاتحاد البريدي العالمي                   | ?                            | ?                    |
|             | البنك الدولي للإنشاء والتعمير             | 27 ديسمبر 1945               | 21 أغسطس 1973        |
|             | بنك التنمية الكاريبي ‏                     | ?                            | ?                    |
|             | الاتحاد الدولي للاتصالات                  | 24 فبراير 1871               | 19 أغسطس 1974        |
|             | منظمة حظر الأسلحة الكيميائية              | ?                            | ?                    |
|             | مؤسسة التمويل الدولية                     | 20 يوليو 1956                | 8 ديسمبر 1986        |
|             | المركز الدولي لتسوية المنازعات الاستشارية | 18 يناير 1967                | 18 نوفمبر 1995       |
|             | منظمة الشرطة الجنائية الدولية             | ?                            | ?                    |

## وصلات خارجية
- موقع وزارة الخارجية البريطانية